# Houlletia odoratissima
Houlletia odoratissima là một loài lan that occurs in the Andes from Panama to Bolivia.

## Hình ảnh

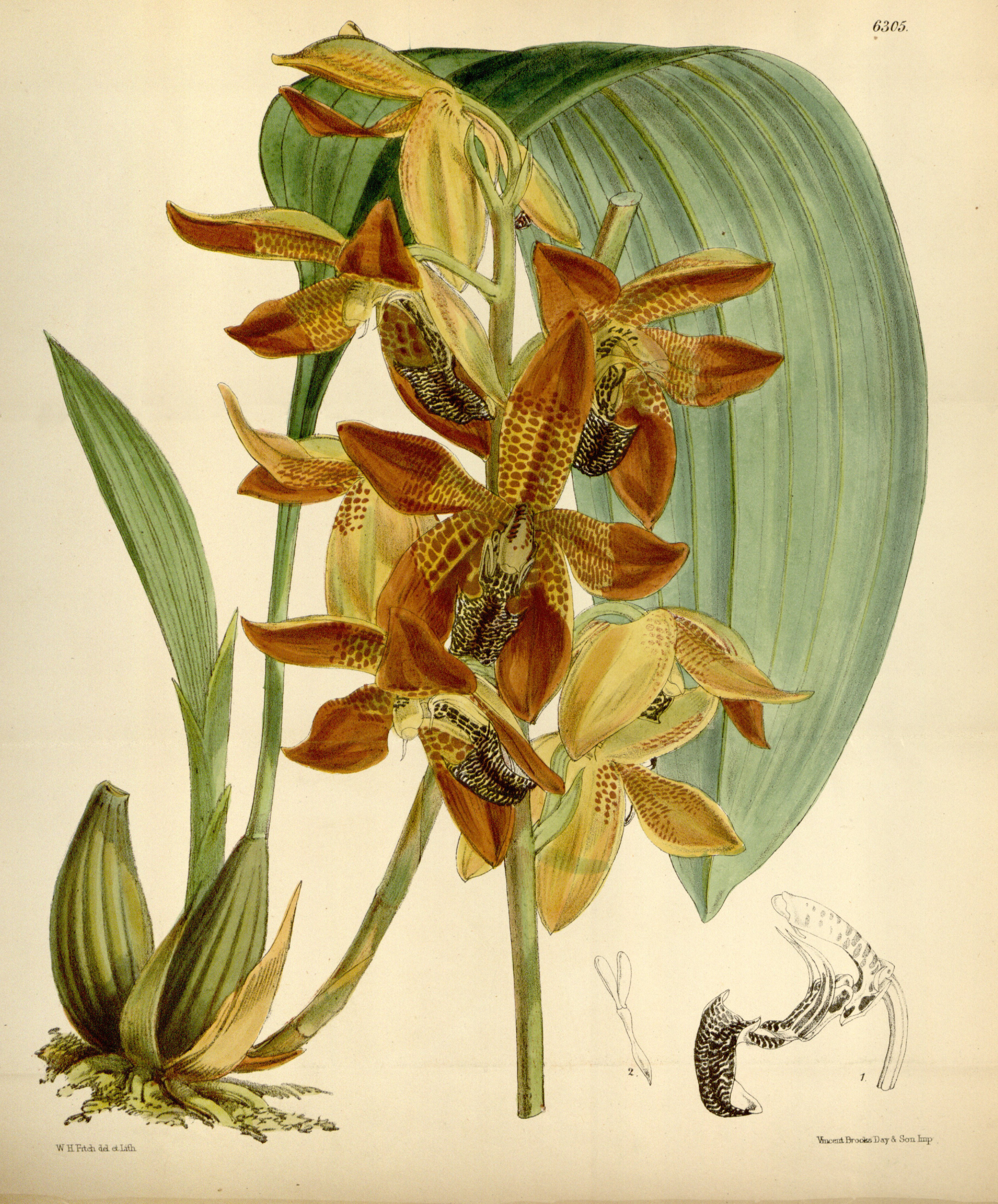